# Marios Oikonomou
Marios Oikonomou (in greco Μάριος Οικονόμου; Giannina, 6 ottobre 1992) è un ex calciatore greco, di ruolo difensore.

## Caratteristiche tecniche
Di ruolo difensore, fa della rapidità e della tecnica le sue caratteristiche principali, unite all'abilità nel gioco aereo grazie alla notevole stazza. È capace di gestire la palla nelle situazioni difficili, mantenendo sempre alta la concentrazione, senza avere paura di giocare palla al piede. Lo stacco di testa nei calci d'angolo è uno dei suoi punti di forza.

## Carriera

### Club

#### PAS Giannina
Cresce nelle giovanili del PAS Giannina, squadra di Giannina nel nord della Grecia. Nella stagione 2012-2013 la squadra raggiunge il quinto posto arrivando ai play-off per accedere alla Champions League ed Europa League. Conclude la stagione con 13 presenze in campionato più altre 4 nei play-off.

#### Cagliari Calcio
L'8 luglio 2013 si trasferisce a titolo definitivo alla squadra italiana del Cagliari, per una cifra vicina ai 500.000 euro. Esordisce in Serie A il 6 aprile 2014 in occasione della gara casalinga contro la Roma, giocando l'intera partita, persa dalla sua squadra per 3-1. Qui viene chiuso da molti giocatori di esperienza come Davide Astori, Francesco Pisano, Luca Rossettini, Danilo Avelar, Lorenzo Ariaudo, Dario Del Fabro, Gabriele Perico, Alessandro Bastrini e Nicola Murru.

#### Bologna
Il 1º luglio 2014 il Bologna, squadra militante nella Serie B italiana, annuncia l'acquisto a titolo definitivo del difensore nell'ambito di uno scambio con l'attaccante Alessandro Capello, ceduto anch'egli a titolo definitivo alla squadra sarda. Il 23 settembre segna il suo primo gol in maglia felsinea sul campo della Ternana nella partita vinta 1-0 dalla squadra ospite. In totale colleziona 29 presenze e 4 gol contribuendo alla promozione in Serie A piazzandosi 12º nella Top 15 dei difensori di Serie B secondo una classifica stilata dalla Lega Serie B.

#### SPAL e Bari
Il 3 luglio 2017 passa in prestito con obbligo di riscatto al verificarsi di determinate condizioni alla SPAL, neopromossa in Serie A. L'11 gennaio seguente, dopo aver collezionato soltanto sei presenze con il club estense, viene ceduto, sempre a titolo temporaneo, al Bari.

#### AEK Atene
Il 30 giugno 2018 passa in prestito all’AEK Atene; il 22 gennaio 2019 viene riscattato e firma un contratto fino al 2022. Qui, arriva due volte in finale di Coppa di Grecia nel 2018-2019 e nel 2019-2020.

#### Copenaghen
Il 3 settembre 2020, viene ingaggiato dal Copenaghen per circa un milione di euro, firmando un contratto biennale con i danesi. Nella stagione 2020-2021, ha aiutato il club a raggiungere il terzo posto nella Superliga.
Nell'annata seguente, ha vinto il campionato danese, primo titolo della sua carriera. Nell'ottobre del 2022, ha rescisso consensualmente il proprio contratto con la società.

#### Sampdoria
Dopo aver trascorso alcuni mesi da svincolato, il 17 febbraio 2023 Oikonomou viene ingaggiato a parametro zero dalla Sampdoria, firmando un contratto valido fino al termine della stagione: torna così in Italia dopo quasi cinque anni. Esordisce con i blucerchiati l'8 aprile 2023 nella sfida persa 2-3 contro la Cremonese.Per Oikonomou fu una stagione davvero spiacevole (in cui si dimostrò una vera pippa inzuppata nel liquido fecale con accenni di sangue) che terminò con la sampdoria in serie B.

#### Panetolikos
Rimasto svincolato al termine della stagione 2022-2023, il 18 luglio 2023 Oikonomou si unisce al Panaitōlikos, nella massima serie greca.
Dopo aver collezionato 21 presenze e una rete fra campionato e coppa, il 28 giugno 2024 Oikonomou ha risolto consensualmente il proprio contratto con il club, annunciando nella stessa occasione il proprio ritiro dal calcio giocato, all'età di 31 anni.

### Nazionale
Il 14 novembre 2012, debutta con la nazionale Under-21 greca sotto la guida di Konstantinos Tsanas, in una partita amichevole contro l'Austria.
Fa il suo esordio per la nazionale maggiore il 24 marzo 2016, in un'amichevole con il Montenegro.

## Statistiche

### Presenze e reti nei club
Statistiche aggiornate al 18 giugno 2024.
| Stagione            | Squadra             | Campionato          | Campionato | Campionato | Coppe nazionali | Coppe nazionali | Coppe nazionali | Coppe continentali | Coppe continentali | Coppe continentali | Altre coppe | Altre coppe | Altre coppe | Totale | Totale |
| Stagione            | Squadra             | Comp                | Pres       | Reti       | Comp            | Pres            | Reti            | Comp               | Pres               | Reti               | Comp        | Pres        | Reti        | Pres   | Reti   |
| ------------------- | ------------------- | ------------------- | ---------- | ---------- | --------------- | --------------- | --------------- | ------------------ | ------------------ | ------------------ | ----------- | ----------- | ----------- | ------ | ------ |
| 2011-2012           | PAS Giannina        | SL                  | 0          | 0          | CG              | 2               | 0               | -                  | -                  | -                  | -           | -           | -           | 2      | 0      |
| 2012-2013           | PAS Giannina        | SL                  | 13+4       | 0          | CG              | 4               | 0               | -                  | -                  | -                  | -           | -           | -           | 21     | 0      |
| Totale PAS Giannina | Totale PAS Giannina | Totale PAS Giannina | 13+4       | 0          |                 | 6               | 0               |                    | -                  | -                  |             | -           | -           | 23     | 0      |
| 2013-2014           | Cagliari            | A                   | 1          | 0          | CI              | 0               | 0               | -                  | -                  | -                  | -           | -           | -           | 1      | 0      |
| 2014-2015           | Bologna             | B                   | 29+4       | 4          | CI              | 1               | 0               | -                  | -                  | -                  | -           | -           | -           | 34     | 4      |
| 2015-2016           | Bologna             | A                   | 20         | 0          | CI              | 1               | 0               | -                  | -                  | -                  | -           | -           | -           | 21     | 0      |
| 2016-2017           | Bologna             | A                   | 18         | 0          | CI              | 2               | 0               | -                  | -                  | -                  | -           | -           | -           | 20     | 0      |
| Totale Bologna      | Totale Bologna      | Totale Bologna      | 67+4       | 4          |                 | 4               | 0               |                    | -                  | -                  |             | -           | -           | 75     | 4      |
| 2017-gen. 2018      | SPAL                | A                   | 4          | 0          | CI              | 2               | 0               | -                  | -                  | -                  | -           | -           | -           | 6      | 0      |
| gen.-giu. 2018      | Bari                | B                   | 3          | 0          | CI              | -               | -               | -                  | -                  | -                  | -           | -           | -           | 3      | 0      |
| 2018-2019           | AEK Atene           | SL                  | 21         | 2          | CG              | 6               | 1               | UCL                | 8                  | 0                  | -           | -           | -           | 35     | 3      |
| 2019-2020           | AEK Atene           | SL                  | 25         | 1          | CG              | 2               | 0               | UEL                | 1                  | 0                  | -           | -           | -           | 28     | 1      |
| Totale AEK Atene    | Totale AEK Atene    | Totale AEK Atene    | 46         | 3          |                 | 8               | 1               |                    | 9                  | 0                  |             | -           | -           | 63     | 4      |
| 2020-2021           | Copenaghen          | SL                  | 8          | 0          | CD              | 2               | 0               | UEL                | 1                  | 0                  | -           | -           | -           | 11     | 0      |
| 2021-2022           | Copenaghen          | SL                  | 5          | 0          | CD              | 0               | 0               | UEL                | 4                  | 0                  | -           | -           | -           | 9      | 0      |
| Totale Copenaghen   | Totale Copenaghen   | Totale Copenaghen   | 13         | 0          |                 | 2               | 0               |                    | 5                  | 0                  |             | -           | -           | 20     | 0      |
| feb.-giu. 2023      | Sampdoria           | A                   | 6          | 0          | CI              | -               | -               | -                  | -                  | -                  | -           | -           | -           | 6      | 0      |
| 2023-2024           | Panaitōlikos        | SL                  | 14+6       | 1          | CG              | 1               | 0               | -                  | -                  | -                  | -           | -           | -           | 21     | 1      |
| Totale carriera     | Totale carriera     | Totale carriera     | 180        | 8          |                 | 23              | 1               |                    | 14                 | 0                  |             | -           | -           | 217    | 9      |

### Cronologia presenze e reti in nazionale
| Cronologia completa delle presenze e delle reti in nazionale ― Grecia | Cronologia completa delle presenze e delle reti in nazionale ― Grecia | Cronologia completa delle presenze e delle reti in nazionale ― Grecia | Cronologia completa delle presenze e delle reti in nazionale ― Grecia | Cronologia completa delle presenze e delle reti in nazionale ― Grecia | Cronologia completa delle presenze e delle reti in nazionale ― Grecia | Cronologia completa delle presenze e delle reti in nazionale ― Grecia | Cronologia completa delle presenze e delle reti in nazionale ― Grecia |
| Data                                                                  | Città                                                                 | In casa                                                               | Risultato                                                             | Ospiti                                                                | Competizione                                                          | Reti                                                                  | Note                                                                  |
| --------------------------------------------------------------------- | --------------------------------------------------------------------- | --------------------------------------------------------------------- | --------------------------------------------------------------------- | --------------------------------------------------------------------- | --------------------------------------------------------------------- | --------------------------------------------------------------------- | --------------------------------------------------------------------- |
| 24-3-2016                                                             | Atene                                                                 | Grecia                                                                | 2 – 1                                                                 | Montenegro                                                            | Amichevole                                                            | -                                                                     | 66’                                                                   |
| 29-3-2016                                                             | Atene                                                                 | Grecia                                                                | 2 – 3                                                                 | Islanda                                                               | Amichevole                                                            | -                                                                     |                                                                       |
| 4-6-2016                                                              | Sydney                                                                | Australia                                                             | 1 – 0                                                                 | Grecia                                                                | Amichevole                                                            | -                                                                     |                                                                       |
| 10-10-2016                                                            | Tallinn                                                               | Estonia                                                               | 0 – 2                                                                 | Grecia                                                                | Qual. Mondiali 2018                                                   | -                                                                     | 18’ 53’                                                               |
| 9-11-2016                                                             | Atene                                                                 | Grecia                                                                | 0 – 1                                                                 | Bielorussia                                                           | Amichevole                                                            | -                                                                     |                                                                       |
| 11-9-2018                                                             | Budapest                                                              | Ungheria                                                              | 2 – 1                                                                 | Grecia                                                                | UEFA Nations League 2018-2019 - 1º turno                              | -                                                                     | 52’ 78’                                                               |
| Totale                                                                |                                                                       | Presenze                                                              | 6                                                                     |                                                                       | Reti                                                                  | 0                                                                     |                                                                       |

## Palmarès

### Club
- Campionato danese: 1

Copenaghen: 2021-2022